# 三川基好
三川 基好（みかわ きよし、1950年8月13日 - 2007年10月9日）は、日本の英語学者、翻訳家。
早稲田大学文学部教授。専攻は英語史・辞書史。
日本言語学会、早稲田大学英文学会、早稲田大学英語学会、日本推理作家協会各会員。

## 生涯
東京都出身。後年、岩手県盛岡市在住。早稲田大学文学部英文学科卒、早稲田大学大学院文学研究科英文学専攻修士課程修了。
就実女子大学文学部講師、早稲田大学文学部助教授を経て、教授。2000年、ジョナサン・グリーン『辞書の世界史』で日本翻訳出版文化賞受賞。
中学・高校の同級生の田口俊樹の紹介で翻訳家に。英米文学やミステリー小説の翻訳を数多く手がけた。ジム・トンプスン作品の翻訳でしられ、また、ワセダミステリクラブ会長（顧問）もつとめた。
2007年10月9日、食道癌のため死去。57歳没。

## 翻訳
- 『ハリーの探偵日記』（アラン・ペドラザス、ハヤカワ・ミステリ） 1997
- 『誰の罪でもなく - 私立探偵ジョー・シックススミス』（レジナルド・ヒル、ハヤカワ・ミステリ） 1997
- 『脅える暗殺者』（ジョー・ゴアズ、扶桑社ミステリー） 1997
- 『誰もがそれを狙ってる』（マイクル・ストーン、ハヤカワ・ミステリ文庫） 1998
- 『ポーをめぐる殺人』（ウィリアム・ヒョーツバーグ、扶桑社ミステリー） 1998
- 『辞書の世界史』（ジョナサン・グリーン、朝日新聞社） 1999
- 『逃げるが勝ち』（フィリップ・リード、ハヤカワ・ミステリ） 1999
- 『輝ける日々へ』（テレンス・ファハティ、ハヤカワ・ミステリ文庫） 1999
- 『キル・ミー・アゲイン』（テレンス・ファハティ、早川書房、ハヤカワ・ミステリ文庫） 2000
- 『ウェットワーク』（フィリップ・ナットマン、文春文庫） 2000
- 『ハドリアヌスの長城』（ロバート・ドレイパー、文春文庫） 2000
- 『中世の家族 パストン家書簡で読む乱世イギリスの暮らし』（フランシス&ジョゼフ・ギース、朝日新聞社） 2001、のち改題『中世ヨーロッパの家族』（講談社学術文庫）
- 『ウォールストリート投資銀行残酷日記 サルになれなかった僕たち』（ジョン・ロルフ, ピーター・トゥルーブ、主婦の友社） 2001、のち改題『サルになれなかった僕たち』 2007
- 『夜明けの挽歌』（レナード・チャン、アーティストハウス） 2002
- 『悦楽者たちの館』（ジョン・ウォーレン、扶桑社ミステリー） 2003
- 『アンダーキル』 （レナード・チャン、アーティストハウス、Book plus） 2003
- 『黒衣のダリア』（マックス・アラン・コリンズ、文春文庫） 2003
- 『ペイパーバック・ライター』（ウィリアム・ロード、アーティストハウスパブリシャーズ） 2003
- 『ゼロ時間へ』（アガサ・クリスティー、ハヤカワ文庫クリスティー文庫） 2004
- 『英語の冒険』（メルヴィン・ブラッグ、アーティストハウスパブリッシャーズ） 2004、のち講談社学術文庫
- 『死体が語る真実 9・11からバラバラ殺人まで衝撃の現場報告』（エミリー・クレイグ、文春文庫） 2005
- 『9.11 生死を分けた102分 崩壊する超高層ビル内部からの驚くべき証言』（ジム・ドワイヤー, ケヴィン・フリン、文藝春秋） 2005
- 『カジノを罠にかけろ』（ジェイムズ・スウェイン、文春文庫） 2005
- 『ファニーマネー』（ジェイムズ・スウェイン、文春文庫） 2006
- 『ダーティ・サリー』（マイケル・サイモン、文春文庫） 2006
- 『ピンクパンサー』（マックス・アラン・コリンズ、文春文庫） 2006
- 『コーデックス』（レヴ・グロスマン、ソニー・マガジンズ） 2006
- 『キラー・イン・ザ・レイン』（レイモンド・チャンドラー、小鷹信光他共訳、ハヤカワ・ミステリ文庫、チャンドラー短篇全集1） 2007
- 『狂犬は眠らない』（ジェイムズ・グレイディ、ハヤカワ・ミステリ文庫） 2007
- 『トライ・ザ・ガール』（レイモンド・チャンドラー、木村二郎他共訳、ハヤカワ・ミステリ文庫、チャンドラー短篇全集2）  2007
- 『曲芸師のハンドブック』（クレイグ・クレヴェンジャー、ヴィレッジブックス） 2008

### G・M・フォード
- 『手負いの森』（G・M・フォード、ハヤカワ・ミステリ文庫） 1997
- 『憤怒』（G・M・フォード、新潮文庫） 2003
- 『黒い河』（G・M・フォード、新潮文庫） 2004
- 『白骨』（G・M・フォード、新潮文庫） 2005
- 『毒魔』（G・M・フォード、新潮文庫） 2007

### ジョン・ダニング
- 『名もなき墓標』（ジョン・ダニング、ハヤカワ・ミステリ文庫） 1999
- 『ジンジャー・ノースの影』（ジョン・ダニング、ハヤカワ・ミステリ文庫） 2000
- 『深夜特別放送』上・下（ジョン・ダニング、ハヤカワ・ミステリ文庫） 2001

### ジム・トンプスン
- 『残酷な夜』（ジム・トンプスン、扶桑社） 2000、のち扶桑社ミステリー
- 『ポップ1280』（ジム・トンプスン、扶桑社） 2000、のち扶桑社ミステリー
- 『アフター・ダーク』（ジム・トンプスン、扶桑社） 2001
- 『死ぬほどいい女』（ジム・トンプスン、扶桑社） 2002
- 『深夜のベルボーイ』（ジム・トンプスン、扶桑社） 2003
- 『取るに足りない殺人』（ジム・トンプスン、扶桑社） 2003
- 『おれの中の殺し屋』（ジム・トンプスン、扶桑社ミステリー） 2005
- 『失われた男』（ジム・トンプスン、扶桑社ミステリー） 2006
- 『荒涼の町』（ジム・トンプスン、扶桑社ミステリー） 2007
- 『この世界、そして花火』（ジム・トンプスン、扶桑社ミステリー） 2009

### エリオット・パティスン
- 『頭蓋骨のマントラ』上・下（エリオット・パティスン、ハヤカワ・ミステリ文庫） 2001
- 『シルクロードの鬼神』上・下（エリオット・パティスン、ハヤカワ・ミステリ文庫） 2002
- 『霊峰の血』上・下（エリオット・パティスン、ハヤカワ・ミステリ文庫） 2004

### チャールズ・M・シュルツ
- 『スヌーピーはふつうの犬じゃない』（チャールズ・M・シュルツ、集英社） 1998
- 『チャーリー・ブラウン たんなるマヌケじゃない チャーリー・ブラウン大百科』（チャールズ・M・シュルツ、集英社） 1999
- 『バレンタインデーよ、バブーちゃん!』（チャールズ・M・シュルツ、集英社） 1999
- 『スヌーピーの50年 世界中が愛したコミック『ピーナッツ』』（チャールズ・M・シュルツ、朝日新聞社） 2001、のち朝日文庫
- 『スヌーピーが先生! 英語で話そう。』（チャールズ・M・シュルツ（コミック）、ジェームス・M・バーダマン、編著、朝日新聞社） 2004